# Mistrzostwa Świata w Lekkoatletyce 2022 – skok wzwyż mężczyzn
Skok wzwyż mężczyzn – jedna z konkurencji technicznych rozgrywanych podczas lekkoatletycznych mistrzostw świata na Hayward Field w Eugene.

## Terminarz
| Data     | Godzina |              |
| -------- | ------- | ------------ |
| 15 lipca | 10:10   | Kwalifikacje |
| 18 lipca | 17:45   | Finał        |

## Rekordy
Tabela prezentuje rekord świata, rekord mistrzostw świata, rekordy kontynentów oraz najlepszy wynik na listach światowych w sezonie 2022 przed rozpoczęciem mistrzostw. Źródło: worldathletics.org.
|                            | Zawodnik           | Wynik | Miejsce    | Data                      |
| -------------------------- | ------------------ | ----- | ---------- | ------------------------- |
| Rekord świata              | Javier Sotomayor   | 2,45  | Salamanka  | 27 lipca 1993(dts)        |
| Listy światowe             | Ilja Iwaniuk       | 2,34  | Moskwa     | 7 czerwca 2022(dts)       |
| Rekord mistrzostw świata   | Bohdan Bondarenko  | 2,41  | Moskwa     | 15 sierpnia 2013(dts)     |
| Rekord Afryki              | Jacques Freitag    | 2,38  | Oudtshoorn | 5 marca 2005(dts)         |
| Rekord Ameryki Północnej   | Javier Sotomayor   | 2,45  | Salamanka  | 27 lipca 1993(dts)        |
| Rekord Ameryki Południowej | Gilmar Mayo        | 2,33  | Pereira    | 17 października 1994(dts) |
| Rekord Australii i Oceanii | Tim Forsyth        | 2,36  | Melbourne  | 2 marca 1997(dts)         |
| Rekord Australii i Oceanii | Brandon Starc      | 2,36  | Eberstadt  | 26 sierpnia 2018(dts)     |
| Rekord Azji                | Mutazz Isa Barszim | 2,43  | Bruksela   | 5 września 2014(dts)      |
| Rekord Europy              | Patrik Sjöberg     | 2,42  | Sztokholm  | 30 czerwca 1987(dts)      |

## Wyniki

### Kwalifikacje
Awans: 2,30 (Q) lub 12 najlepszych rezultatów (q). Źródło: worldathletics.org.
| Pozycja | Grupa | Zawodnik              | Państwo           | 2,17 | 2,21 | 2,25 | 2,28 | 2,30 | Wynik | Uwagi |
| ------- | ----- | --------------------- | ----------------- | ---- | ---- | ---- | ---- | ---- | ----- | ----- |
| 1.      | A     | Andrij Procenko       | Ukraina           | o    | o    | o    | o    |      | 2,28  | q     |
| 1.      | A     | Django Lovett         | Kanada            | o    | o    | o    | o    |      | 2,28  | q,    |
| 1.      | A     | Mutazz Isa Barszim    | Katar             | o    | –    | o    | o    |      | 2,28  | q     |
| 1.      | A     | Woo Sang-hyeok        | Korea Południowa  | o    | o    | o    | o    |      | 2,28  | q     |
| 5.      | B     | Luis Enrique Zayas    | Kuba              | o    | xo   | o    | o    |      | 2,28  | q     |
| 6.      | A     | Tomohiro Shinno       | Japonia           | o    | xo   | xo   | o    |      | 2,28  | q     |
| 7.      | B     | JuVaughn Harrison     | Stany Zjednoczone | o    | o    | o    | xo   |      | 2,28  | q     |
| 8.      | B     | Jonathan Kapitolnik   | Izrael            | o    | xo   | o    | xo   |      | 2,28  | q     |
| 9.      | B     | Joel Baden            | Australia         | o    | o    | o    | xxo  |      | 2,28  | q,    |
| 9.      | A     | Shelby McEwen         | Stany Zjednoczone | o    | o    | o    | xxo  |      | 2,28  | q     |
| 11.     | B     | Gianmarco Tamberi     | Włochy            | o    | o    | xxo  | xxo  |      | 2,28  | q     |
| 12.     | B     | Edgar Rivera          | Meksyk            | o    | o    | o    | xxx  |      | 2,25  | q     |
| 12.     | B     | Mateusz Przybylko     | Niemcy            | o    | o    | o    | xxx  |      | 2,25  | q     |
| 14.     | B     | Hamish Kerr           | Nowa Zelandia     | o    | xo   | o    | xxx  |      | 2,25  |       |
| 15.     | B     | Ołeh Doroszczuk       | Ukraina           | o    | o    | xo   | xxx  |      | 2,25  |       |
| 16.     | A     | Marco Fassinotti      | Włochy            | xo   | xo   | xo   | xxx  |      | 2,25  |       |
| 17.     | A     | Thomas Carmoy         | Belgia            | o    | xo   | xxo  | xxx  |      | 2,25  |       |
| 18.     | B     | Thiago Moura          | Brazylia          | o    | xxo  | xxo  | xxx  |      | 2,25  |       |
| 19.     | A     | Tobias Potye          | Niemcy            | o    | o    | xxx  |      |      | 2,21  |       |
| 19.     | B     | Ryoichi Akamatsu      | Japonia           | o    | o    | xxx  |      |      | 2,21  |       |
| 21.     | A     | Carlos Layoy          | Argentyna         | o    | xo   | xxx  |      |      | 2,21  | SB    |
| 22.     | A     | Loïc Gasch            | Szwajcaria        | xo   | xo   | xxx  |      |      | 2,21  |       |
| 23.     | B     | Donald Thomas         | Bahamy            | o    | xxo  | xxx  |      |      | 2,21  |       |
| 23.     | B     | Joel Clarke-Khan      | Wielka Brytania   | o    | xxo  | xxx  |      |      | 2,21  |       |
| 25.     | B     | Darius Carbin         | Stany Zjednoczone | o    | xxx  |      |      |      | 2,17  |       |
| 26.     | A     | Yual Reath            | Australia         | xxo  | xxx  |      |      |      | 2,17  |       |
| –       | A     | Nauraj Singh Randhawa | Malezja           | xxx  |      |      |      |      | NM    |       |
| –       | A     | Norbert Kobielski     | Polska            | xr   |      |      |      |      | NM    |       |
| –       | A     | Majed El Dein Ghazal  | Syria             |      |      |      |      |      | DNS   |       |

### Finał
Źródło: worldathletics.org
| Pozycja | Zawodnik            | Państwo           | 2,19 | 2,24 | 2,27 | 2,30 | 2,33 | 2,35 | 2,37 | 2,39 | 2,42 | Wynik | Uwagi |
| ------- | ------------------- | ----------------- | ---- | ---- | ---- | ---- | ---- | ---- | ---- | ---- | ---- | ----- | ----- |
| 01 !    | Mutazz Isa Barszim  | Katar             | –    | o    | o    | o    | o    | o    | o    | –    | x    | 2,37  | WL    |
| 02 !    | Woo Sang-hyeok      | Korea Południowa  | o    | o    | o    | o    | xxo  | xo   | x–   | xx   |      | 2,35  | NR    |
| 03 !    | Andrij Procenko     | Ukraina           | xo   | o    | xxo  | o    | o    | xx–  | x    |      |      | 2,33  | SB    |
| 4.      | Gianmarco Tamberi   | Włochy            | o    | o    | o    | xxo  | xo   | xxx  |      |      |      | 2,33  | SB    |
| 5.      | Shelby McEwen       | Stany Zjednoczone | o    | o    | o    | o    | xx–  | x    |      |      |      | 2,30  |       |
| 6.      | Django Lovett       | Kanada            | o    | o    | o    | xxx  |      |      |      |      |      | 2,27  |       |
| 6.      | Luis Enrique Zayas  | Kuba              | o    | o    | o    | xxx  |      |      |      |      |      | 2,27  |       |
| 8.      | Tomohiro Shinno     | Japonia           | xo   | xo   | o    | xxx  |      |      |      |      |      | 2,27  |       |
| 9.      | JuVaughn Harrison   | Stany Zjednoczone | o    | o    | xo   | xxx  |      |      |      |      |      | 2,27  |       |
| 10.     | Joel Baden          | Australia         | o    | xo   | xo   | xxx  |      |      |      |      |      | 2,27  |       |
| 11.     | Jonathan Kapitolnik | Izrael            | o    | o    | xxx  |      |      |      |      |      |      | 2,24  |       |
| 12.     | Mateusz Przybylko   | Niemcy            | o    | xxo  | xxx  |      |      |      |      |      |      | 2,24  |       |
| 13.     | Edgar Rivera        | Meksyk            | xo   | xxx  |      |      |      |      |      |      |      | 2,19  |       |